# Уотсон, Лана
Ла́на Уо́тсон (англ. Lana Watson; род. 1 октября 1976, Брандон, Манитоба) — английская кёрлингистка.
В составе женской сборной Англии участник чемпионата Европы 2004 (заняли семнадцатое место), в составе смешанной сборной Англии участник чемпионата мира 2015 (заняли тридцатое место) и пяти чемпионатов Европы (лучший результат — бронзовые призёры в 2009), в составе смешанной парной сборной Англии участник чемпионата мира 2015 (заняли пятнадцатое место). Шестикратная чемпионка Англии среди смешанных команд, чемпионка Англии среди смешанных пар.

## Достижения
- Чемпионат Англии по кёрлингу среди смешанных команд: золото (2007, 2008, 2009, 2010, 2011, 2015).
- Чемпионат Англии по кёрлингу среди смешанных пар: золото (2015).

## Команды
| Сезон                                               | Четвёртый      | Третий         | Второй          | Первый       | Запасной                                  | Турниры                          |
| --------------------------------------------------- | -------------- | -------------- | --------------- | ------------ | ----------------------------------------- | -------------------------------- |
| 2004—05                                             | Sarah Johnston | Fiona Hawker   | Nicola Woodward | Лана Уотсон  | Glenda Barrowman тренер: Glenda Barrowman | ЧЕ 2004 (17 место)               |
| Кёрлинг среди смешанных команд (mixed curling)      |                |                |                 |              |                                           |                                  |
| 2006—07                                             | Алан Макдугалл | Лана Уотсон    | Andrew Reed     | Suzie Law    |                                           | ЧАСК 2007                        |
| 2007—08                                             | Алан Макдугалл | Лана Уотсон    | Andrew Reed     | Suzie Law    |                                           | ЧЕСК 2007 (11 место) · ЧАСК 2008 |
| 2008—09                                             | Алан Макдугалл | Лана Уотсон    | Джон Шарп       | Suzie Law    |                                           | ЧЕСК 2008 (10 место) · ЧАСК 2009 |
| 2009—10                                             | Алан Макдугалл | Лана Уотсон    | Andrew Reed     | Suzie Law    |                                           | ЧЕСК 2009 · ЧАСК 2010            |
| 2010—11                                             | Алан Макдугалл | Лана Уотсон    | Andrew Reed     | Suzie Law    | Джон Шарп                                 | ЧЕСК 2010 (4 место) · ЧАСК 2011  |
| 2011—12                                             | Алан Макдугалл | Лана Уотсон    | Andrew Woolston | Suzie Law    |                                           | ЧЕСК 2011 (10 место)             |
| 2014—15                                             | Arthur Bates   | Лана Уотсон    | Harry Mallows   | Сара Ягодова |                                           | ЧАСК 2015                        |
| 2015—16                                             | Arthur Bates   | Лана Уотсон    | Harry Mallows   | Сара Ягодова | тренер: Радек Богач                       | ЧМСК 2015 (30 место)             |
| Кёрлинг среди смешанных пар (mixed doubles curling) |                |                |                 |              |                                           |                                  |
| 2014—15                                             | Лана Уотсон    | Алан Макдугалл |                 |              |                                           | ЧАСП 2015 · ЧМСП 2015 (15 место) |

(скипы выделены полужирным шрифтом)

## Частная жизнь
Родилась в Канаде, в городе Брандон (провинция Манитоба), там же начала играть в кёрлинг, в том числе была в одной юниорской команде с в дальнейшем известной трёхкратной чемпионкой Канады Кэти Готье. В 2002 переехала в Англию.